# پی.جی. آنتونی
پی. جی. آنتونی (انگلیسی: P. J. Antony; زاده ۱ ژانویه ۱۹۲۵ - درگذشته ۱۴ مارس ۱۹۷۹) هنرپیشه، کارگردان فیلم، فیلم‌نامه‌نویس، شاعر و رمان‌نویس اهل هند بود.
وی همچنین برندهٔ جوایزی همچون جایزه ملی فیلم بهترین بازیگر مرد شده‌است.